# The 69 Eyes
The 69 Eyes (рус. 69 глаз) — финская англоязычная рок-группа, существующая с 1989 года. Стиль музыки The 69 Eyes представляет собой сочетание готик-рока и глэм-метала с низким мужским вокалом. Сами музыканты придумали для него название «гот-н-ролл».

## История

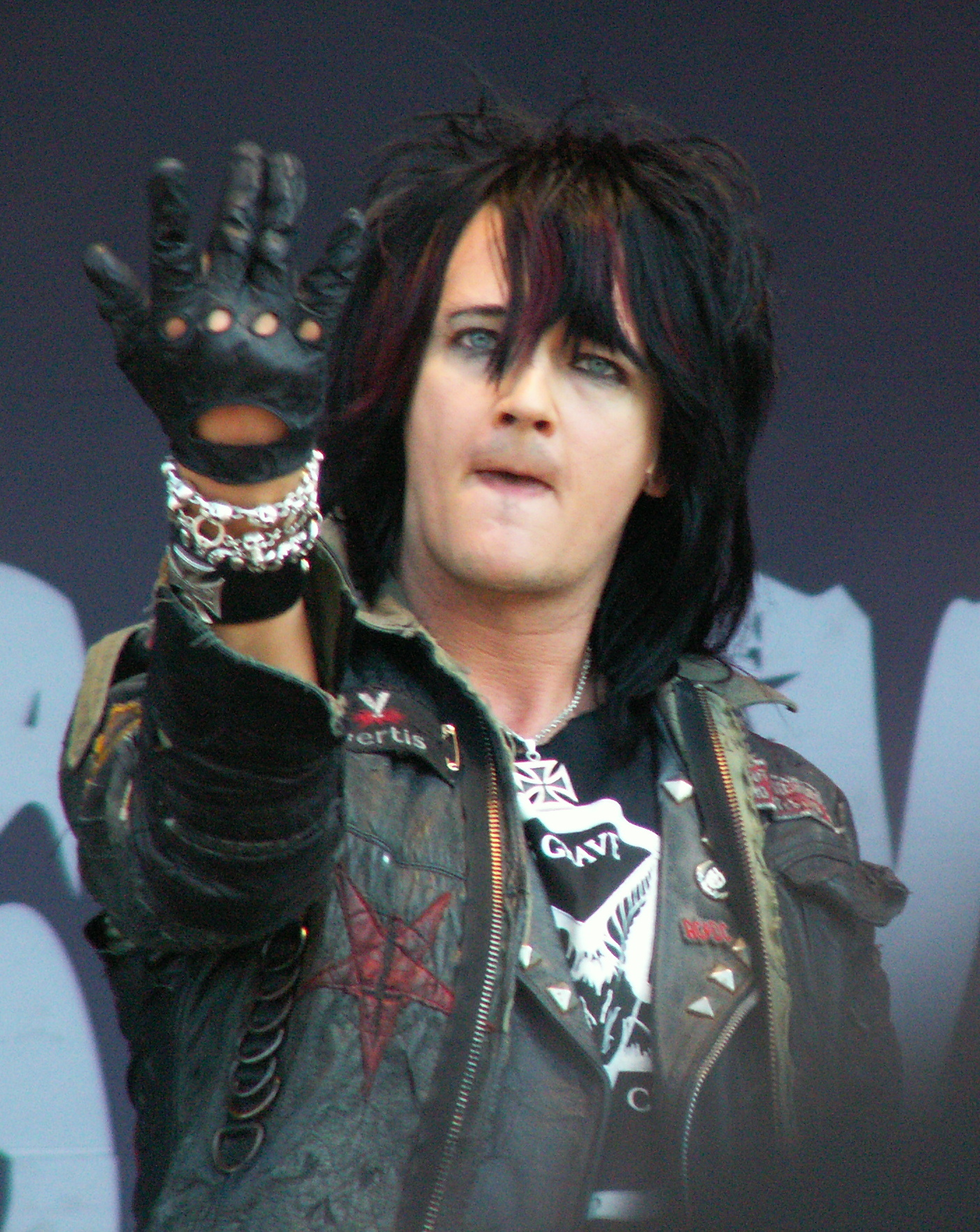
Вокалист Юрки69 в 2007 году

Группу основали 6 сентября 1989 года в Хельсинки гитарист Бэйзи (Паси Яаскелайнен) и начинающий певец Юрки 69 (Юрки Линнанкиви). Впоследствии к ним присоединились Тимо-Тимо (ритм-гитарист), Арчи (басист) и последним — Юсси69 (барабанщик). С тех пор более 30 лет состав группы не менялся. Бэйзи стал основным композитором группы, но и остальные участники периодически участвуют в написании песен. Все тексты песен пишет Юрки. Они часто посвящены его любимым фильмам, особенно фильмам ужасов и фильмам о неформальных субкультурах, таким как «Пропащие ребята», «Ворон», «Последний дом слева», «Изгои». По словам Юрки, «половина песен The 69 Eyes — это попытки написать песню про кино».
Группа дебютировала альбомом Bump 'n' Grind на независимом лейбле Gaga goodies в 1992 (в России группа издавалась на независимом лейбле Art Music Group). Этот альбом, выдержанный в стиле «Гаражный рок», не снискал значительной популярности. Два следующих альбома, Motor City Resurrection (сборник) и Savage Garden, были немногим успешнее, второй альбом был издан кроме Финляндии также в Японии. На них группа стала тяготеть к глэм-року.
В 1997 году продюсером 69 Eyes стал Тимо Толкки, лидер Stratovarius. Под его руководством группа стала приобретать более широкую известность. С альбомом «Wasting the Dawn», посвященном памяти Джима Моррисона, 69 Eyes изменили звучание в сторону готик-рока. Группа также использовала стилистику рок-н-ролла 50-х, вокалист Юрки начал подражать Элвису Пресли, оказавшему на него в юности большое влияние.
Группой заинтересовался Джонни Ли Майклс, спродюсировавший альбом «Blessed be». Сингл из альбома, Gothic Girl, завоевал «золотой» статус в Финляндии. 69 Eyes начали принимать участие в фестивалях готической музыки, таких как фестиваль M’era Luna. В поддержку альбома группа провела тур по Германии совместно с Paradise Lost. Следующий альбом, Paris Kills, на несколько недель занял первую строчку чарта самых продаваемых альбомов в Финляндии. Тур в поддержку альбома завершился концертом в Хельсинки, на арене Тавастия, который был выпущен на DVD под названием «Helsinki Vampires».
Перейдя на крупный лейбл EMI Virgin Records, группа выпустила свой наиболее успешный альбом Devils. Альбом и сингл Lost Boys с него стали «золотыми», а на песню Lost Boys был снят видеоклип, срежиссированный Бэмом Марджерой (снимавшим клипы для HIM), который первым из клипов 69 Eyes попал в постоянную ротацию на MTV. Группа впервые добилась известности за пределами Европы и совершила несколько концертов в США, прежде чем приступить к записи нового альбома Angels.
В 2009 году выходит девятый полноформатный альбом «Васк in Blood», спродюсированный Мэттом Хайдом, обладателем премии Грэмми, известным по работе со Slayer и Monster Magnet. Он сделал ставку на мощный гитарный звук и хитовость. В лирике финны вернулись к излюбленной вампирской тематике.

Юрки69: «Помните, как Рик Рубин помог группе The Cult раскрыть возможности своего саунда на „Electric“? Так вот, мы с Мэттом проделали такое же путешествие!»

В Европе «Back In Blood» занял 3 (Финляндия) и 32 (Германия) чарт-позиции, в Америке взлетел на 14 место в US Top New Artist Albums. Первым синглом была выпущена песня «Dead Girls Are Easy», вторым — «Dead N' Gone», режиссёром клипов на которые вновь стал Бэм Марджера.

## Дискография[8]

### Альбомы
(российское издание на AMG)
- 1992 — Bump N’Grind
- 1995 — Savage Garden
- 1997 — Wrap Your Troubles In Dreams
- 1999 — Wasting The Dawn
- 2000 — Blessed Be
- 2002 — Paris Kills
- 2004 — Devils
- 2007 — Angels
- 2009 — Back in Blood
- 2012 — X
- 2016 — Universal Monsters
- 2019 — West End
- 2023 — Death of Darkness

### Мини-альбомы
- 1992 — High Times, Low Life
- 1993 — Music For Tattooed Ladies & Motorcycle Mamas Vol. 1
- 1994 — Suck My Mike!
- 1995 — Velvet Touch
- 2013 — Tonight
- 2013 — Love Runs Away

### Синглы
- 1990 — «Sugarman»
- 1991 — «Barbarella»
- 1992 — «Juicy Lucy»
- 1994 — «Never Too Loud!!!»
- 1997 — «Call Me»
- 1999 — «Wasting the Dawn»
- 2000 — «Gothic Girl»
- 2000 — «Brandon Lee»
- 2001 — «The Chair»
- 2001 — «Stolen Season»
- 2001 — «Dance D’Amour»
- 2002 — «Betty Blue»
- 2003 — «Crashing High»
- 2004 — «Lost Boys»
- 2004 — «Devils»
- 2005 — «Lost Boys»
- 2005 — «Feel Berlin»
- 2005 — «Sister of Charity»
- 2007 — «Perfect Skin»
- 2007 — «Never Say Die»
- 2007 — «Rocker»
- 2007 — «Ghost»
- 2009 — «Dead Girls Are Easy»
- 2009 — «Dead N' Gone»
- 2010 — «Kiss Me Undead»
- 2010 — «We Own the Night»
- 2012 — «Red»
- 2012 — «Borderline»
- 2013 — «Rosary Blue»
- 2013 — «Lost without love»
- 2016 — «Jet Fighter Plane»
- 2017 — «Christmas In New York City»
- 2019 — «27 & Done»
- 2019 — «Cheyenna»
- 2019 — «Black Orchid»
- 2019 — «Two Horns Up»
- 2022 — «Drive»
- 2022 — «Call Me Snake»
- 2022 — «California»
- 2022 — «Gotta Rock»

## Сборники и концерты
- 1995 — Motor City Resurrection
- 2003 — Helsinki Vampires (DVD, Live at Tavastia 2002)
- 2003 — Framed in Blood — The Very Blessed of the 69 Eyes
- 2007 — Angels & Devils (2CD+DVD)
- 2008 — Hollywood Kills — Live At The Whiskey A Go Go
- 2008 — Goth’n’Roll (3CD+DVD)
- 2013 — The Best of Helsinki Vampires (2CD)

## Состав[10]
- Юрки 69 (Юрки Пекка Эмиль Линнанкиви, д.р. 15 октября 1968) — вокал
- Бейзи (Паси Яаскелайнен, д.р. 22 февраля 1969) — гитара
- Тимо-Тимо (Тимо Питканен, д.р. 10 апреля 1969) — гитара
- Арчи (Арто Вайно Энсио Ояярви, д.р. 27 сентября 1962) — бас-гитара (ex-Syyskuu)
- Юсси 69 (Юсси Хейкки Тапио Вуори, д.р. 11 июля 1972) — ударные